# Unione Sportiva Cavese 1922-1923
Questa pagina raccoglie i dati riguardanti la Unione Sportiva Cavese nelle competizioni ufficiali della stagione 1922-1923.

## Rosa
| N. |                   | Ruolo | Calciatore   |
| -- | ----------------- | ----- | ------------ |
|    | Italia (bandiera) | P     | Finizio      |
|    | Italia (bandiera) | P     | Iaccarino I  |
|    | Italia (bandiera) | D     | De Juliis I  |
|    | Italia (bandiera) | D     | Fruggeri     |
|    | Italia (bandiera) | D     | Rossetti     |
|    | Italia (bandiera) | D     | Iaccarino II |
|    | Italia (bandiera) | C     | Iovane       |
|    | Italia (bandiera) | C     | Benzi        |
|    | Italia (bandiera) | C     | Luciani      |
|    | Italia (bandiera) | C     | Alterio      |

| N. |                   | Ruolo | Calciatore   |
| -- | ----------------- | ----- | ------------ |
|    | Italia (bandiera) | C     | De Juliis II |
|    | Italia (bandiera) | A     | Schia        |
|    | Italia (bandiera) | A     | Garzia II    |
|    | Italia (bandiera) | A     | Bruna        |
|    | Italia (bandiera) | A     | Cresta       |
|    | Italia (bandiera) | A     | Carleo       |
|    | Italia (bandiera) | A     | Pavesi       |
|    | Italia (bandiera) | A     | Rescigno     |
|    | Italia (bandiera) | A     | Sparano      |
|    | Italia (bandiera) | A     | Paolillo     |

## Risultati

### Prima Divisione

#### Girone campano

##### Girone di andata
| 19 novembre 1922 5ª giornata |  | – Turno di riposo |  |  |

| Arbitro: | Reichlin (Napoli) |

|                     |           |                                      |
| Bruna 6’ Cresta 90’ | Marcatori | 30’ Coppola 43’, 52’, 77’ De Martino |

| Arbitro: | Fioranti (Roma) |

|             |           |                          |
| Zumstein 4’ | Marcatori | 44’ Cresta 89’ Garzia II |

| Arbitro: | Del Pezzo (Napoli) |

|  |           |            |
|  | Marcatori | 83’ Cresta |

| Arbitro: | Reichlin (Napoli) |

|           |           |                                       |
| Benzi 85’ | Marcatori | 4’ Bobbio 42’ Parodi 51’, 60’ Ghisi I |

##### Girone di ritorno
| 14 gennaio 1923 5ª giornata |  | – Turno di riposo |  |  |

| Arbitro: | Reichlin (Napoli) |

|                          |           |            |
| De Martino 43’ Massa 53’ | Marcatori | 12’ Cresta |

| Arbitro: | Barionovi (Roma) |

|  |           |             |
|  | Marcatori | 35’ Valente |

| Cava de' Tirreni 18 marzo 1923 9ª giornata | Cavese | 2 – 0 A tav. per forfait | Bagnolese |  |

| Arbitro: | Trama (Torre Annunziata) |

|                                                           |           |                  |
| Parodi 6’, 62’ Bobbio 8’ Ghisi I 15’, 17’, 51’ Tieghi 53’ | Marcatori | 11’, 47’ Luciani |

## Statistiche

### Statistiche di squadra
| Competizione             | Punti | In casa | In casa | In casa | In casa | In casa | In casa | In trasferta | In trasferta | In trasferta | In trasferta | In trasferta | In trasferta | Totale | Totale | Totale | Totale | Totale | Totale | DR |
| Competizione             | Punti | G       | V       | N       | P       | Gf      | Gs      | G            | V            | N            | P            | Gf           | Gs           | G      | V      | N      | P      | Gf     | Gs     | DR |
| ------------------------ | ----- | ------- | ------- | ------- | ------- | ------- | ------- | ------------ | ------------ | ------------ | ------------ | ------------ | ------------ | ------ | ------ | ------ | ------ | ------ | ------ | -- |
| Prima Divisione-Campania | 6     | 4       | 1       | 0       | 3       | 5       | 9       | 4            | 2            | 0            | 2            | 6            | 10           | 8      | 3      | 0      | 5      | 11     | 19     | -8 |

### Statistiche dei giocatori
| Giocatore    | Prima Divisione | Prima Divisione |
| Giocatore    | Presenze        | Reti            |
| ------------ | --------------- | --------------- |
| Alterio      | 1               | 0               |
| Benzi        | 6               | 1               |
| Bruna        | 6               | 1               |
| Carleo       | 4               | 0               |
| Cresta       | 6               | 4               |
| De Juliis I  | 3               | 0               |
| De Juliis II | 1               | 0               |
| Finizio      | 6               | -12             |
| Fruggeri     | 6               | 0               |
| Garzia II    | 7               | 1               |
| Iaccarino I  | 1               | -7              |
| Iaccarino II | 1               | 0               |
| Iovane       | 6               | 0               |
| Luciani      | 7               | 2               |
| Paolillo     | 1               | 0               |
| Pavesi       | 2               | 0               |
| Rescigno     | 2               | 0               |
| Rossetti     | 3               | 0               |
| Schia        | 6               | 0               |
| Sparano      | 1               | 0               |